# アダマンチウム
アダマンチウム（Adamantium）は、マーベル・コミック発行のアメリカン・コミックに登場する架空の金属（合金）。
X-メンのひとり、ウルヴァリンの骨格と爪に結合している物質としてよく知られている。
アダマンチウムは、ライターのロイ・トーマス(Roy Thomas)とアーティストのバリー・ウィンザー＝スミス（Barry Windsor-Smith）とシド・ショアーズ（Syd Shores）によって、「Avengers」#66（1969年7月）で、ウルトロンの外殻の一部として登場した。
作中ではアダマンチウムの破壊不能性が大きくクローズアップされた。

## 語源
アダマンチウムはラテン語を基にした造語で、ラテン語の「adamans」「adamantem」 に由来する英語の名詞と形容詞「adamant」（および派生した形容詞「adamantine」）に、接尾語の「-ium」が追加されたもの。
形容詞「adamant（アダマント）」は、ダイヤモンドのように非常に高い硬度の特性を表現したり、非常に堅固な（難攻不落の）あるいは断固とした立場を表すために古来より使用されてきた（たとえば、「彼は立ち去ることを断固として拒否した (He adamantly refused to leave)」 ）。
「アダマント（Adamant）」とその文語体「アダマンティン（adamantine）」は、すべてマーベル・コミック作品で「アダマンチウム」が使用される以前に、「妖精の女王 (The Faerie Queene)」、「失楽園 (Paradise Lost)」、「ガリヴァー旅行記 (Gulliver's Travels)」、「トム・ソーヤーの冒険 (The Adventures of Tom Sawyer)」、「指輪物語 (The Lord of the Rings)」、映画 「禁断の惑星 (Forbidden Planet)」（ "adamantine steel"として）などの作品で用例が見られる。

## 製法と特性
アダマンチウム合金の各成分は、別々の塊（通常は樹脂性のブロック）として準備される。
アダマンチウムは、これらのブロックを一緒に溶融し、樹脂が蒸発する間に各成分を混合することで調製される。
液化した合金は8分以内に鋳造する必要がある。
アダマンチウムは、非常に安定した分子構造を備えているため、一旦固化した後では十分な温度を加えてもそれ以上加工することはできない。
固体では、高グレード鋼やチタンのように、光沢のある暗灰色を呈する 。
固体のアダマンチウムはほぼ破壊不可能で、鋭い刃状に成形された場合、最小限の力でほとんどの固体に切り込むことができる。
ウルヴァリンは、X-メンの宿敵アポカリプスの実験室でアダマンチウムが定着された頭蓋骨を発見し、「永い間ここにいたようだ」とつぶやいた。

### 使用例
アダマンチウムはマーベル・コミックの様々な作品に登場する。
- キャプテン・アメリカの盾（ヴィブラニウム、鋼鉄との合金）[7][8]
- ウルトロン6の外殻[1]
- ウルヴァリンの骨格と爪[9]
- セイバートゥースの骨格と爪[10]
- レディ・デスストライクの骨格と鉤爪[11]
- X-23の爪[12]
- ブルズアイ（Bullseye、デアデビルに登場するヴィラン）の脊椎骨[13]
- ロシアン（Russian、パニッシャーに登場するヴィラン）の身体（クレイコプフ将軍 (General Kreigkopf)によるサイボーグ蘇生手術後）[14]
- デッドプールの刀

## 別バージョン

### セカンダリー・アダマンチウム
マーベル・コミックはいくつかのタイトルで、「真の」アダマンチウムの亜種として「セカンダリー・アダマンチウム (Secondary adamantium)」を登場させている。
これはアダマンチウム製の機械や武器が破壊された理由を説明するためとされる。
例えば、
- スーパーコンピューター「F.A.U.S.T.」の筐体[19]
- 「F.A.U.S.T.」とブラスター (Blastaar、ファンタスティック・フォーのヴィラン）によって製作されたスティルトマン（Stilt-Man、竹馬男の意味。伸縮する脚部を備えたアーマーを着用した、デアデビルのヴィラン）のアーマースーツ[20]
- エグザイル・アイランド　(Exile Island)の周囲に設置された格納式保護ドーム[21]
- ウルトロンのコピー軍団[22]

などがある。

### アルティメット・マーベル
アルティメット・マーベル世界でのアダマンチウムは、テレパスによる精神探査や攻撃に対する防御能力を持つ。
アルティメット版のウルヴァリンとレディ・デスストライクに用いられているアダマンチウムは破壊不可能性を持つが、「アルティメイツ(Ultimates)」#5で、ハルクがアダマンチウム製のニードルを破壊し、「アルティメット・X-メン(Ultimate X-Men)」#11（2001年12月）ではアダマンチウム製のケージが爆弾によって損傷を受け、「アルティメット・X-メン」#12（2002年1月）では、セイバートゥースの4つのアダマンチウムの爪の1つが壊されている。

## 実写映画版

### 20世紀フォックス版
20世紀フォックス製作の『X-MEN』シリーズ及びそのスピンオフ作品群に登場。

#### 概要
地球外の隕石から取り出し、製錬した合金。
ウィリアム・ストライカーが述べた通り、液体状から冷えて固まると、その分子構造はいかなる方法でも変化・操作させることができないと言っても過言で無いほど永久に完全に安定する。
この物質は、原則的にその純粋な破壊不能性が損なわれることは無く、あらゆる物理的ダメージに耐性があり、宇宙的破壊力を持つフェニックスの最大級の攻撃にも耐えられ、錆や腐敗などの影響で劣化することも無い。
更に液体の状態では、生物の骨格系全体に分子注入して接合させることも可能で、接合に成功した生物は、体重が増加しながらも、骨格系の生物学的プロセス、可動性、能力を阻害されずに身体能力全般が大幅に強化される。しかし、並大抵の生物では分子注入に肉体が耐え切れず、この物質を問題無く自らの身体に移植させられるのは、非常に強力なヒーリングファクターを有するミュータントのみである。
だが、絶対に破損できないという訳ではなく、非加熱状態のアダマンチウムは超過熱したアダマンチウム製の物体を非常に強い力で衝突させることにより破壊可能で、矢志田市朗が運用するパワードスーツ“シルバー・サムライ”の超加熱されたアダマンチウム製の太刀の一振りは、ローガンのアダマンチウムの爪を切断した。また、通過した金属探知機からブザー音を鳴らすほか、激しい引き寄せや反発の磁力による影響を強く受けたり、アダマンチウム自体にも毒素が含まれているなど、前述の特色を有しているとはいえ、既存の金属と同等の性質や難点も複数散見される。

### MCU版
マーベル・シネマティック・ユニバース（MCU）では『デッドプール&ウルヴァリン』でアダマンチウムが初めて扱われ、ローガン/ウルヴァリンの遺骨がウェイド・ウィルソン/デッドプールに掘り起こされて直接攻撃の武器に利用された場面を皮切りに、複数の並行宇宙のローガンや、“TVA”によって鍛え作られたウェイドの忍刀、“虚無”に剪定されていたローラ/X-23など、『X-MEN』シリーズ及びそのスピンオフ作品群に出演したアダマンチウムに縁あるキャラクターや武器などが複数登場した。
また、シリーズのメイン舞台の宇宙である“アース616”におけるアダマンチウムは、2025年2月14日公開予定の映画『キャプテン・アメリカ:ブレイブ・ニュー・ワールド』で初登場することが明かされ、かつて“エターナルズ”によって石化させられた“ティアマット”の残骸から採掘できることが判明し、『ブレイブ・ニュー・ワールド』 はアダマンチウムを巡る物語が描かれると示唆されている。